# Kapuso Mo, Jessica Soho
Kapuso Mo, Jessica Soho (KMJS) est une émission de télévision philippine, présentée par Jessica Soho. Elle est diffusée depuis le 7 novembre 2004 sur le réseau GMA Network.

## Présentateur
- Jessica Soho